# ستويان كوليف
ستويان كوليف (بالبلغارية: Стоян Колев)‏ هو لاعب كرة قدم بلغاري في مركز حراسة المرمى، ولد في 3 فبراير 1976 في سليفن في بلغاريا. شارك مع منتخب بلغاريا لكرة القدم. أما مع النوادي، فقد لعب مع او في سي سليفن 2000 وسسكا صوفيا ونادي أوتسيلول غالاتسي ونادي بيروي ستارا زاغورا ونادي لوكوموتيف بلوفديف.

## وصلات خارجية
- ستويان كوليف على موقع قاعدة بيانات كرة القدم.إي يو (الإنجليزية)
- ستويان كوليف على موقع ناشيونال فوتبول تيمز (الإنجليزية)
- ستويان كوليف على موقع Soccerway.com (الإنجليزية)
- ستويان كوليف على موقع عالم كرة القدم.نت (الإنجليزية)